# ヘラ・クラフツ殺害事件
ヘラ・クラフツ殺害事件（ヘラ・クラフツさつがいじけん）とは、1986年にアメリカ合衆国で起きた殺人事件。
デンマーク系アメリカ人の客室乗務員であるヘラ・クラフツ（英: Helle Crafts、英語: [ˈhɛlə ˈkræfts] ( 音声ファイル)、出生名： Helle Lorck Nielsen、1947年7月4日 - 1986年11月19日）が、航空機パイロットの夫リチャード・クラフツ（英: Richard Crafts）により殺害された。
この事件は、コネチカット州で初めて遺体が無い状況で殺人の有罪判決が下った事例となった。

## ヘラの失踪
ヘラとリチャードは1979年に結婚し、コネチカット州ニュータウンに移住した。ヘラは3人の子供を育てながらも客室乗務員の仕事を続けた。1985年までに、ヘラはリチャードが数回不倫したことを知った。1986年9月、ヘラは離婚弁護士と面会し、探偵のキース・メイヨー (英: Keith Mayo) を雇った。メイヨーは、リチャードが別の客室乗務員と会い、その客室乗務員のニュージャージー州の家の外で接吻している模様を写真に撮影した。
1986年11月18日、ヘラは西ドイツ・フランクフルトからの長いフライトを終えると、友人にニュータウンにある自宅まで送ってもらった。それ以来、ヘラの姿を見た者はいなかった。その夜、吹雪が町を襲った。翌朝、リチャードは、ヘラを子供たちと一緒にコネチカット州ウェストポートにあるリチャードの姉妹の家に送ったと主張した。リチャードが姉妹の家に到着したとき、ヘラは一緒ではなかった。
それから数週間にかけて、リチャードはヘラの友人たちにヘラがいない理由を様々に説明した。あるときは、ヘラはデンマークの母の元を訪れていると言い、あるときはどこにいるか知らないと述べ、あるときは友人とともにカナリア諸島にいると語った。ヘラの友人たちはリチャードの攻撃的で短気な性格を知っていたため、懸念を募らせていった。ヘラは友人たちの一部に、何かが自分の身に起こったときは、事故だと思わないようにと語ったことがあった。ヘラの友人がヘラの失踪を報告したのは12月1日になってからのことだった。

## 捜査
探偵のメイヨーは、リチャードがヘラの失踪に関与していると確信した。メイヨーによれば、メイヨーは地元警察に自身の懸念を報告していたが、警察はリチャードを殺人の嫌疑で捜査することにあまり乗り気ではなかったという。リチャードはニュータウンではボランティアで治安官を務めており、近隣のサウスベリーではパートタイムで警察官を務めていた。
最終的には、郡検事は事件をコネチカット州警察に送致した。12月26日、リチャードが子供たちとフロリダで休暇を過ごしていた最中、州警察はクラフツ一家の家を捜索した。自宅では、主寝室の床からカーペットの一部が取り除かれていることを発見した。一家のナニーは、カーペットの一部にグレープフルーツほどの大きさの黒っぽいしみがあったことを思い出した。そのしみは後に無くなっていた。ベッドの側面にも血のしみが付着していた。当時、コネチカット州警察で科学捜査を担当していたヘンリー・リーの主導により科学的な分析が行われた。
リチャードのクレジットカードの利用履歴には、ヘラが失踪した時期に怪しい物品を購入していた記録が残っていた。購入したという冷凍機は家にはなく、ベッドのシーツやキルトの羽根布団も購入していたほか、ウッドチッパーもレンタルしていた。チェーンソーを購入したというレシートもあり、後にコネチカット州ニュータウンにあるゾア湖でチェーンソーが発見された。チェーンソーにはヘラのDNAと一致する毛髪や血液が付着していた。
重要な証拠の1つが地元住民の男性から寄せられた。男性はサウスベリーで働いており、その冬は町の除雪車の運転を行っていた。11月18日の夜、ヘラが最後に目撃されてから数時間後、その地域を激しい吹雪が襲った。19日の早朝、男性は道路の除雪を行っていた。このとき、ウッドチッパーが装着された貸しトラックの存在に気が付いた。トラックはゾア湖の岸の近くに駐車されていた。
男性がこの目撃情報を報告したのは、警察がクラフツ一家の家を捜索した後のことだった。男性は刑事たちをその場所に案内した。刑事たちが沿岸を調査すると、数多くの小さな金属片が見つかったほか、85グラムほどの人間の組織片が発見された。歯冠や、赤色のマニキュアが塗られた指の爪、骨の破片、2,660本の脱色した金髪、O型の血液などである。ヘラの血液型はO型だった。警察は、リチャードがウッドチッパーでヘラの遺体を粉砕した可能性が高いと判断した。
捜査官たちは次のような結論を下した。まず、リチャードはヘラを鈍器のようなもので少なくとも2度は殴打した。これにより、カーペットに血液が付着した。その後、数時間、遺体を冷凍機の中に入れ、遺体を凍結させた。そして、遺体をチェーンソーで切断し、ウッドチッパーに入れて粉砕し、湖の岸で遺棄した。
殺人の起訴には被害者の死を公的に確認する必要がある。普通は遺体の身元確認により成される。しかし、本件ではその手法は不可能だった。法歯学者の助力により、岸で発見された歯冠はヘラの歯の治療歴と一致するという確証が得られた。この証拠により、コネチカット州検視局は1987年1月13日に死亡証明書を発行した。それからまもなくリチャードは逮捕された。
裁判の準備の際、州検視官のH・ウェイン・カーバー (英: H. Wayne Carver) は、ブタの胴体をウッドチッパーで粉砕する実験を行った。こうして生じたブタの骨の破片の形状はヘラの骨の破片と同様で、リチャードがウッドチッパーで妻の遺体を処分したという仮説を補強した。
1988年5月、リチャードの裁判がコネチカット州ニューロンドンで開始された。裁判がニューロンドンで開かれたのは、事件が地元で広く認知されていたためである。陪審の評決不能により裁判は7月に終了した。陪審員の1人が有罪の評決に賛同せず、審議の場を退出して戻ってこようとしなかったのである。2度目の裁判はコネチカット州ノーウォークで開かれ、1989年11月21日に終了し、有罪の評決が下った。リチャードは50年間の懲役刑を言い渡された。2020年1月現在、リチャードは釈放されており、コネティカット州ニューヘイブンにある社会復帰施設で暮らしている。

## 大衆文化における扱い
1996年の映画『ファーゴ』の特別版DVDには、この映画はヘラ・クラフツ殺害事件から着想を得たという発言が収録されている。
殺人事件などを扱うドキュメンタリー番組Forensic Filesの最初のエピソードはこの事件を特集したものである。